# Nueve de Julio (departamento de Santa Fé)
Departamento Nueve de Julio é um departamento da província de Santa Fé, na Argentina.